# Papež Klemen XIV.
Papež Klemen XIV. (rojen kot Giovanni Vincenzo Antonio Ganganelli, OFM Conv), italijanski rimskokatoliški duhovnik, škof in kardinal, * 31. oktober 1705, Sant'Arcangelo di Romagna, † 22. september 1774, Rim.
Papež je bil med letoma 1769 in 1774.

## Življenjepis

### Poreklo in mladost
Janez Ganganelli se je rodil kot Giovanni Vincenzo Antonio v Santarcangelu 31. oktobra 1705 kot drugi otrok zdravnika Lorenza Ganganellija in plemkinje Angele Serafine Marije Mazza. Zakrament svetega krsta je prejel 2. novembra 1705.
Sprva je študiral v Verucchiju, od 1717 pa se je izobraževal pri jezuitih v Riminiju. Študiral je tudi pri pijaristih v Urbinu.
Janez je 15. maja 1723 v Forlìju vstopil k minoritom in si izbral redovniško ime Lorenzo v spomin na svojega očeta Lovrenca. Noviciat je opravil v Urbinu, kjer je bil frater minorit že njegov bratranec Vincenzo. Večne zaobljube je napravil 18. maja 1724. Od leta 1724 do 1728 je bil poslan v samostane v Pesari, Fanu in Recanati, kjer je študiral teološke vede. Študije je nadaljeval v Rimu pri Luciju in pridobil doktorat iz teologije leta 1731.

### Cerkvene službe
- 1724 je napravil redovne zaobljube pri minoritih.
- 1740: ravnatelj zavoda San Bonifacio;
- 1741: vrhovni razločevalec (definitor generalis) frančiškanov-minoritov;
- 1746: svetovalec pri Rimski inkviziciji in nato pomočnik Balestracciju v isti združbi[5];
- 24. septembra 1759 ga je imenoval za kardinala-duhovnika Klemen XIII.;
- 19. novembra 1759 sprejme kardinaski naslov pri San Lorenzo in Panisperna;
- 29. marca 1762 ga zamenja za naslov pri Santi apostoli.[4]
- 19. maja 1769: izvoljen za papeža.

## Papeževanje

### Izvolitev
Ob smrti Klemena XIII. (2. februarja 1769) je bilo 57 kardinalov; 46 jih je sodelovalo pri volitvah novega papeža. Razdeljeni so bili v tri stranke: zelanti so bili proti vmešavanju vladarjev in za ohranitev Družbe Jezusove; drugi so bili naklonjeni Burbonom in kot taki za njeno ukinitev; tretji so bili neopredeljeni. Francija je dala "veto" zoper izvolitev kardinala Buonaccorsija, ki je bil jezuitom naklonjen. Izvolili so nato frančiškana-minorita Lorenza Ganganellija, ki si je privzel ime Klemen XIV.
Po tri mesece trajajočem konklavu je bil 19. maja 1769 soglasno izvoljen kljub nasprotujočim si strankam in brezobzirnemu vmešavanju nekaterih vladarjev kot sporazumni kandidat za papeža; 28. maja je prejel škofovsko posvečenje; 4. junija je bil umeščen in kronan; Lateran pa je prevzel v posest 26. novembra 1769.

### Delovanje

#### Pomirljiva usmeritev
Klemen XIV. je že od samega začetka računal, da bo vodil pomirljivo politiko, ki bi zgladila prepade s katoliškimi kronami, ki so se poglobili med prejšnjim papeževanjem. Spor med posvetno in duhovno oblastjo je cerkvena stran ne brez razloga dojemala kot grožnjo in Klemen XIV. si je prizadeval za spravo med evropskimi vladarji. S tem, ko je popustil v papeških zahtevah po Parmi, je dosegel vrnitev Avignona in Beneventa in na splošno uspel vzpostaviti vsaj začasno ravnotežje med duhovnimi in posvetnimi - pravzaprav razsvetljensko usmerjenimi - oblastmi. Obenem pa je pokazal, da želi ustreči (ne)opravičenim zahtevam posvetnih vladarjev, kar pa jim je le še povečalo apetite.
Ni mogoče zanesljivo ugotoviti, ali je kot kardinal res podpisal tudi pogoj, da bo zatrl Družbo Jezusovo, če bo izvoljen za papeža. Govorice so trdile ravno to in na to so se sklicevali nekateri vladarji, ko so trmasto zahtevali njeno takojšnjo ukinitev. 
Opazno pa je bilo, da izvajajo samodržne „razsvetljene“ vlade nanj vedno hujši pritisk v tej smeri in Bourboni so se večkrat sklicevali na njegovo tozadevno obljubo, ki da jo naj čim prej uresniči. Poskušal se je temu sicer izogniti, česar pa ni bilo mogoče doseči z obotavljanjem in neodločnostjo, kar je le še stopnjevalo njihovo predrznost. Tako je končno popustil pritiskom in tozadevni odlok napisal novembra 1772, a podpisal 21. julija 1773.

#### Potrditev nasledstva Marije Terezije
18. septembra 1773 je papež končno potrdil pravico do nasledstva - in s tem do pridobitve ogrske krone - Mariji Tereziji, ki je med katoliškimi vladarji skoraj edina bila naklonjena jezuitskemu redu.

#### Sprejem in povišanje mladega Mozarta
Papež Klemen XIV. in običaji katoliške Cerkve v Rimu so podrobno opisani v pismih Wolfganga Mozarta in njegovega očeta Leopolda, ki sta jih pisala iz Rima aprila in maja 1770 med njunim popotovanjem po Italiji. Leopoldu se je zdela višja duhovščina žaljivo ošabna; vendar ga je papež skupaj s sinom ljubeznivo sprejel ter komaj štirinajstletnega Mozarta-sina povišal v viteza Reda zlate ostroge (latinsko Ordo militia aurata; angleško Order of the Golden Spur).
Tokrat je namreč Wolfgang pokazal neverjeten podvig glasbenega spomina. Znano je bilo namreč, da so v papeški kapeli predzvajali "Miserere mei, Deus" - skladatelja iz 17. stoletja Gregorja Allegrija, čigar glasbo je papež prepovedal zunaj papeške kapele pod kaznijo izobčenja. Skupaj z očetom sta bila na izvajanju znamenite skladbe na Veliki petek 1770. 14-letni Wolfgang si je melodijo tako dobro zapomnil, da je lahko skladbo v celoti zapisal po enem samem poslušanju - po spominu. Da bi bil popolnoma gotov, jo je šel poslušat še enkrat. Papež je za to zvedel - verjetno po pripovedovanju samega ponosnega očeta - pa je bil toliko presenečen nad izrednim spominom na široko znanega "čudežnega otroka", da mladega Mozarta ni kaznoval, ampak ga je celo odlikoval. 

#### Odnosi z Judi
Njegovo izvolitev je pozdravila judovska skupnost, ki je verjela, da bo človek, ki jih je kot svetovalec Svetega oficija v poročilu z dne 21. marca 1758 razglasil za na splošno nedolžne zaradi pretirane krvne obtožbe, ne bo nič manj pravičen in človečen do njih, ko bo sedel na katoliškem prestolu.
Upravičene in neupravičene obtožbe
Janez Ganganelli, ki ga je Benedikt XIV. določil za preiskovalca obtožb proti Judom iz Janopola na Poljskem je ne le zavrnil očitek, ampak je menil, da je večina podobnih trditev od trinajstega stoletja nadalje neutemeljena. Pripravil je namreč pravno poročilo, ki je, od vseh obtožb o obrednih judovskih umorih dojenčkov, katerih zapisi so mu bili temeljito dani na voljo, izrecno priznal kot dokazana le dva: tisto Simona Trentskega ter Andreja Rinskega 

### Razpustitev jezuitov
Najbolj sporna pa je njegova vloga pri pogromu nad jezuiti, ki so jih razsvetljeni vladarji in njihovi ministri obtoževali najneverjetnejših prestopkov največ z namenom, da se polastijo njihovega namišljenega bajnega bogastva in da onemogočijo njihovo vodilno vlogo v izobraževanju mladih rodov ter da nato podržavijo verske šole.
Zaklet nasprotnik jezuitov in vnet zagovornik razsvetljenstva - portugalski prostozidar Pombal - je uporabil svoje privilegije in politično moč, da je vplival na lahkovernega portugalskega kralja Jožefa, in on je podpisal odlok, s katerim je izgnal jezuite najprej iz Brazilije (1754), kjer so sicer vzorno ščitili domorodne Indijance v svojih glasovitih redukcijah pred pohlepnimi trgovci; nato enako iz njene matice Portugalske (1759). Temu nestrpnemu ukrepu je sledil kot lavina izgon iz Francoskega kraljestva (1764), Španije in njenih kolonij (1767) ter iz Parme (1768). Z nastopom novega papeža so Bourbonski kralji zahtevali popolno zatrtje družbe. Klemen XIV. je ravnal prav nasprotno kot njegov predhodnik Klemen XIII., ki se postavil po robu krivičnim in za Cerkev škodljivim zahtevam. On je namreč Družbi Jezusovi javno priznaval njene zasluge za vero, za vzgojo in tudi za nedvomno in trajno podporo Svetemu sedežu. Na ta način je skušal spodbijati razloge, s katerimi so nasprotniki zahtevali njeno ukinitev; ko pa jo je v okrožnici celo izrecno pohvalil, je s tem njene sovražnike le še bolj razkačil, da so postajali vedno bolj nestrpni in neučakani v svojih skrajnih zahtevah.
Klemen XIV. je morebiti skušal pomiriti njihove nasprotnike z očitno neprijaznim in arogantnim ravnanjem z jezuiti: zavrnil je srečanje z vrhovnim generalom Družbe Jezusove Lovrencom Riccijem, odstranil je jezuitske profesorje iz uprave papeškega Irskega in Rimskega zavoda ter jim prepovedal sprejemanje novincev; skratka postopal je čisto v duhu njihovih zagrizenih nasprotnikov. Nerazumna poteza je bila že samo zatrtje družbe, ki je bila prva opora papeža; še bolj nerazumljiva in krivična pa zaprtje njenega vrhovnega predstojnika v Angelskem gradu, kjer je tudi kmalu umrl.
Zgodovinarji priznavajo, da je bil papež prisiljen ukrepati, ker ni imel pred nasiljem nobene izbire. Pritisk je namreč naraščal do te mere, da so "katoliške" - po mentaliteti prejkone "razsvetljenske" in liberalne, torej pravzaprav protikatoliške in brezbožne - države grozile, da se bodo odcepile od Cerkve in povzročile razkol, če bo papež še nadalje odlašal z zatrtjem jezuitov. Klemen XIV. je nazadnje popustil "v imenu miru Cerkve in da bi se izognil odcepitvi v Evropi" in zatrl Družbo Jezusovo s kratkim brevem "Dominus ac Redemptor" z dne 21. julija 1773.
Nenavadno je vendarle dejstvo, da pa so ravno nekateri nekatoliški vladarji, zlasti v Prusiji in Rusiji, ki papeške oblasti niso priznavali, ukaz prezrli prav zato; še bolj pa iz koristnejšega razloga: da so lahko ohranili odlično urejene jezuitske šole in njihove profesorje, ki so sloveli po strokovnosti in izvedenosti v vseh takratnih znanstvenih panogah, zlasti pa v matematiki, mehaniki in zvezdoznanstvu. 
Ta ukrep - zatrtje Družbe Jezusove - je bil namreč posledica vrste političnih potez in zapletenih razmer takratnega razsvetlenstva, in ne morda kake teološke polemike ali krivde na strani Družbe Jezusove. Cerkev je bila na zgubi: iz rok so ji iztrgali šolstvo, ki je bilo pravzaprav v rokah jezuitov, katerim so vzeli 800 zavodov, a 15.000 odličnih profesorjev izgnali, čeprav so bili izvrstni profesorji, odlični pedagogi in priznani znanstveniki, kar se je pokazalo zlasti v Kitajskih misijonih, ki jih je ta ukrep še najhuje prizadel.

#### Položaj Družbe Jezusove
Na Kitajskem so jezuiti pokazali, da so sposobni ponesti Kristusovo oznanilo tudi v tako nedostopno deželo kot je bila takrat pred Zahodnjaki ljubosumno zaprta Kitajska. To je po eni strani spodbudilo navdušenje in hvalo, po drugi strani pa nevoščljivost in grajo. 
Že prvi naslednik jezuitskega predstojnika Riccija v Kitajskih misijonih je podvomil o pravilnosti njegovega prilagajanja kitajskim običajem, češ da je morda šel v svoji metodi le predaleč. 
Tako se je Longobardo temeljito razlikoval od svojega predhodnika. Niccolò Longobardo (1559–1654), kitajsko ime Long Huamin (kitajsko: 龍華民), je bil sicilski jezuit na Kitajskem v 17. st. Tja je prispel 1597; poslali so ga v področje Shaozhou (Šaučov). Naslednik Riccija je postal 1610 kot vrhovni general za Kitajske misijone. Čeprav je tudi on bil jezuit – se ni strinjal z Riccijem zlasti glede na izraze, ki naj jih Kitajci uporabljajo za izražanje Božjega imena ("Tjan" in "Šangdi"). 
Zato ne čudi, da si glede pravilnega in umirjenega stališča niti sami papeži niso bili na jasnem in se je zato njihov odnos neprestano spreminjal: saj so bili pod vplivom poročil od strani raznih redov, še bolj pa jezuitom izrazito sovražnih politikov. Nekateri papeži so zato nove obrede dopuščali, drugi jih trpeli, tretji – med katerimi je bil najkorenitejši Klemen XI., pa so jih izrečno prepovedovali. To omejevanje je nadaljeval tudi Benedikt XIV. kar z dvema bulama in na nek način pomagal trobljenju protiverskih enciklopedistov ter "razsvetljenih" vladarjev: “Družbo Jezusovo je treba zatreti!” Najhujšo zdraho pa je povzročalo vmešavanje evropskih držav, ki so zastopale svoje kolonijalne interese in izkoriščanje domorodcev, čemur so se jezuitje vsepovsod do konca odločno upirali. 
Očitno je namreč, da so tudi zaradi medredovniške nevoščljivosti in vladarskih spletk in podtikanj bili papeži vedno manj naklonjeni jezuitom. Vladarji so se po svojih diplomatskih predstavnikih in njim naklonjenih kardinalih kar redno hudo vtikali v papeške volitve, da bi ja ne bil izvoljen kak jezuitom naklonjen kardinal. Nekateri papeži so sami verjeli neutemeljenim očitkom, ki so deževali od raznih strani, kar je imelo za posledico ne le prepovedano uporabo teh ali onih običajev in obredov - predvsem na Kitajskem in v Indiji, - ampak skorajšnjo popolno prepoved same Družbe Jezusove (1773).
Zato so skoraj vsi papeži “razsvetljenega” stoletja kar brezobzirno nastopali proti jezuitom: celo tisti, ki so pri njih doštudirali. Takratni vladarji so si prisvojili "pravico", da osporavajo izvolitev kandidata, ki jim ni bil po volji in so to obilno izrabljali tudi z zahtevo, da novi papež ne sme biti naklonjen jezuitom. To se jim je pri izvolitvi Klemena XIII. sicer izjalovilo: vendar plazu, ki ga je sporožilo sovraštvo razsvetljencev, kljub dobri volji ta papež ni mogel več zaustaviti.

#### Najprej zoperjezuiteinpapeža, nato zoperkralje
Ni dvoma, da zahteva po uničenju Družbe Jezusove ni bila zgolj naključje ali celo pomota. Nasprotniki Cerkve so videli v tem redu najmočnejšo udarno in obrambno silo krščanstva ter trdno oporo papežu. Prav zato so zahtevali, da mora ravno papež Družbo tudi uradno zatreti, čeprav je bilo to po sramotenju, ropanju in izgonu jezuitov iz vseh pomembnejših dežel pravzaprav le še prazna formalnost - potem, ko so jezuite praktično vse pomembnejše države očrnile, jim zaplenile vse premoženje ter jih izgnale takorekoč gole in bose iz celotnega katoliškega sveta.
Ne smemo vsekakor mimo dejstva, da je skušal papež jezuite vendarle rešiti pred zatorom s predlogom, da je Družbi Jezusovi potrebna preureditev oziroma temeljita reforma; kot skrajnje sredstvo naj bi bil to sporazumen predlog, ki pa ni naletel na plodna tla. 
| Latinsko besedilo           | Italijanski prevod                  | Slovenski prevod                           |
| --------------------------- | ----------------------------------- | ------------------------------------------ |
| Sint ut sunt, aut non sint. | Siano quello che sono, o non siano. | Naj bodo to, kar so, ali pa jih naj ne bo. |

Tak odgovor je dal papežu, ki je hotelj prenoviti jezuitska pravila, vrhovni general Lorenzo Ricci.

Omahljivega Benedikta XIV. - ki jezuitov bržkone ni maral - so razsvetljenci postavili pred končno izbiro: ali uradno zatre Družbo, ali pa bo sledil razkol, ki bo hujši od reformacije - odpad skoraj celotnega katoliškega sveta od papeža. Obljubljali so vrh tega Papeški državi vrnitev Avignona in drugih zasedenih ozemelj.
S stoletja trajajočim rušenjem papeškega ugleda in avtoritete (galikanizem, janzenizem, protestantizem, enciklopedisti,) je zlasti Francosko kraljestvo nehote samo žagalo vejo, na kateri so sedeli kralj in plemstvo, torej ugled kraljestva in celotna takratna ureditev. Prevratneži in prekucuhi se niso namreč postavili le zoper jezuite, ampak tudi zoper Cerkev, končno pa tudi zoper kralja in plemstvo. Tako je kmalu po zatrtju Družbe Jezusove (1773) dolgoletna vzajemna setev "razsvetljenih" filozofov enciklopedistov in ošabnih francoskih kraljev, ki so se stalno vmešavali v cerkvene zadeve in jo ovirali pri njenem svobodnem delovanju, dozorela v klas, ki se je imenoval Francoska revolucija (1789) - in le-ta se ni obrnila le zoper Cerkev, ampak je najprej surovo pometla z dinastijo.
Upoštevanja vredne so besede nepristranskega sodobnika in odličnega poznavalca takratnih zdrah, protestantskega zgodovinopisca Schoella v njegovem delu Cours d`histoire, ki pronicljivo ugotavlja:
| Francoski izvirnik | Nemški prevod | Slovenski prevod |
| --- | --- | --- |
| Vers le milieu du dix-huitième siècle, les révolutionnaires qui visaient á la destruction des monarchies, voulaient avant tout renverser la puissance de l’Église, parce qu’ils savaient que depuis longtemps ses intérêts étaient entièrement liés avec ceux de la puissance monarchique dont, dans des siècles d’ignorance, elle avait souvent été l’ennemie. Mais pour renverser la puissance ecclésiastique, il fallait l’isoler, en lui enlevant l’appui de cette phalange sacrée qui s’était dévouée á la défense du trône pontifical, c’est-á-dire les Jésuites. Telle fut la vraie cause de la haine qu’on voua á cette société. Les imprudences que commirent quelques-uns de ses membres, fournirent des armes pour combattre l’ordre, et la guerre contre les Jésuites devint populaire; ou plus tôt haïr et persécuter un ordre dont l’existence tenait á celle de la religion catholique et du trône, devint un tiret qui donnait le droit de se dire philosophe. | „Die Umsturzmänner, welche die Zerstörung der Monarchien beabsichtigten, wollten vor allem die Macht der Kirche zugrunde richten. Um dieses auszuführen, mußten sie dieselbe isolieren, indem sie ihr die Stütze jenes geistlichen Kriegsheeres entzogen, welches sich der Verteidigung des päpstlichen Thrones besonders gewidmet hatte, nämlich die Jesuiten. Dieses ist die wahre Ursache des Hasses, den man gegen diese Gesellschaft hegte. Daher gab auch der Haß und die Verfolgung dieses Ordens Anspruch auf das Recht, sich Philosoph zu nennen.“ Die Monarchen, die sich zur Verfolgung und Unterdrückung der Gesellschaft Jesu hergaben, waren also nur die willfährigen Werkzeuge in den Händen der Philosophen zur Zertrümmerung ihrer Throne. | Sredi 18. stoletja so revolucionarji, ki so si prizadevali za uničenje kraljestev, želeli predvsem strmoglaviti oblast Cerkve, saj so vedeli, da so bili njeni interesi že dolgo v celoti povezani z interesi kraljevske oblasti, katera je bila sicer v stoletjih nevednosti pogosto njena sovražnica. Toda da bi strmoglavili cerkveno oblast, jo je bilo treba osamiti in ji odvzeti podporo tistega svetega krdela (=falange), ki se je posvetilo obrambi papeškega prestola, to je jezuitov. To je bil pravi vzrok za sovraštvo, ki je bilo naperjeno proti tej Družbi. Nepazljivosti, ki so jih zagrešili nekateri njeni člani, so dale orožje za boj proti redu in tako je vojna proti jezuitom postala priljubljena; zategadelj je sovraženje in preganjanje reda, katerega obstoj je bil odvisen od katoliške vere in prestola, terjalo naziv, ki je dajal pravico, da se kdo imenuje filozof. Kralji, ki so se vrgli na preganjanje in zatiranje Družbe Jezusove, so bili tako le ustrežljiva orodja v rokah filozofov, da bi zdrobili svoje lastne prestole. |

## Dela
- »Documenta Catholica Omnia« (v latinščini). Cooperatorum Veritatis Societas. Pridobljeno 6. decembra 2011.

### Okrožnice
1. Bula Salutis nostrae (30. april 1774)
2. Breve Dominus ac Redemptor (21. julij 1773 – zatrtje Družbe Jezusove)
3. Breve Magna atque   (16. marec 1771)
4. Breve Inscrutabili divinae (12. december 1769)
5. Okrožnica Cum summi apostolatus (12. december 1769)
6. Okrožnica Decet quam maxime  (21. september 1769)

## Smrt in spomin

#### Bolezen
Zadnje mesece življenja je Klemen XIV. preživljal v zagrenjenosti zaradi svojih neuspehov - zlasti zaradi zatrtja Družbe Jezusove - in zdelo se je, da je zaradi tega vedno žalosten in potrt. Pred boleznijo je neumorno delal in je bil vedno dobre volje; nasprotno pa je sedaj padel v stanje nezanimanja, ki ga običajno pripisujejo strupu.
Dne 10. septembra 1774 je padel v posteljo, a 21. septembra 1774 je prejel bolniško maziljenje. Širile so se govorice , da se mu je v njegovi zadnji uri prikazal sv. Alfonz Ligvorij (1696–1775) in ga tolažil, čeprav je sicer bil tedaj istočasno skozi dva dneva v zamaknjenju na sedežu svoje škofije v Arienzu.

#### Ali je bil zastrupljen?
Njegovo potrtost in hitro razpadanje trupla so govorice pripisovale zastrupitvi, češ da so ga zastrupili jezuiti iz maščevanja zaradi zatrtja Družbe Jezusove. Dokazov za zastrupitev pa pri raztelešenju niso našli nobenih. Trditve o zastrupitvi pa so vsi, ki so mu bili blizu, odločno zanikali. V Letnem poročilu za leto 1774  je omenjeno, da je papež že dalj časa bolehal in da s svojimi 70-imi leti tudi ni bil več mlad. Da je umrl naravne smrti, so potrdili tako njegov osebni zdravnik kot tudi spovednik in drugi, ki so vsi oporekali razširjenim govoricam..

Klemen XIV. je umrl 22. septembra 1774 na veliko žalost njegovih podložnikov, ki so ga hvalili zaradi njegove človeške uprave v Papeški državi.
Ko so njegovo telo pri raztelešenju (obdukciji) odprli, so zdravniki zaključili, da je umrl zaradi dolgoletnih skorbutičnih in hemoroidnih motenj, ki so se še poslabšale zaradi prekomernega dela in hudega potenja – saj habita ni slačil niti v najhujši vročini.

#### Pogreb
27. septembra so ga pokopali pri Svetem Petru.
1802 so prenesli njegove ostanke v frančiškansko cerkev Santi Apostoli v Rimu, kjer je napravljen tudi sorazmerno velik spomenik. Njegovo grobnico v slogu neoklasicizma je zasnoval in izklesal Antonio Canova in sicer v omenjeni Baziliki Svetih apostolov. Na njegovem grobu je napis:
| Epitaphus (latinski izvirnik)                                                                        | Nagrobni napis (slovenski prevod)                                                               |
| --- | ----------------------------------------------------------------------------------------------- |
| HEIC IN PACE CHRISTI QVIESCIT CLEMENS XIV PONT MAX EX ORD. F. M. CONV. XXXI X MDCCV XXI IX MDCCLXXIV | Tukaj v Kristusovem miru počiva Klemen XIV., papež iz reda minoritov 31. X. 1705 - 21. IX. 1775 |

Njegovi rojaki iz Santarcangela so postavili v njegovo čast slavolok na glavnem trgu, ki so ga gradili od 1772 do 1777.

### Ursus velox
Malahijeva prerokba pravi o Klemenu XIV., da je Nagli medved (latinsko Ursus velox; angleško Swift bear); pozneje so narobe brali kot Cursus velox – Nagli tek ali Visus velox – Nagli blesk. 
Nekateri viri menijo, da je imela rodbina za grb dirjajočega medveda.

## Ocena

### Papeži in Družba Jezusova
| Die Ausbreitung des Baumes | Razširjenje drevesa |
| --- | --- |
| Beim Tode des hl. Ignatius hatte der Orden schon 1000 Mitglieder, unter dem zweiten General 3500, unter dem vierten 5000, zur Zeit der Aufhebung (1773) gar 22.589, welche in 41 Provinzen verteilt waren. Im Jahre 1889 zahlte die Gesellschaft 12.306 Mitglieder. Der Orden hatte auch seine Stürme zu bestehen. Unter dem General Aquaviva waren einige spanische Jesuiten ungehalten darüber, daβ zwei Italiener nacheinander Generale wurden. Sie verlangten daher einen eigenen Generalkommissär, welcher vom General unabhängig sein sollte; auch strebten sie eignene Ordensstatuten für Spanien an. Da aber weder das eine noch das andere gewährt wurde, wendeten sich die Unzufriedenen an die Inquisition un dan Philipp II. Paul IV. hatte die Gesellschaft gezwungen, gegen die Konstitutionen des hl. Igntius das Chorgebet einzuführen und den General nur auf drei Jahre zu wählen. Nach dem Tode Pauls durften sie wieder zu den ursprünglichen Konstitutionen zurückkehren. Sixtus V. wollte manches am Orden ändern und sogar den Namen abschaffen; dabei nahm er auch keine Rücksicht auf die von angesehenen Fürsten vorgebrachten Bedenken. Bevor er aber seine Pläne durhsetzen konnte, starb er. Den gröβten Schlag aber versetzte Klemens XIV. dem Orden dadurch, daβ er ihn am 21. Juli 1773 infolge Drängens der bourbonischen Höfe auhob. | Ob smrti sv. Ignacija je imel red že 1000 članov, pod drugim generalom 3500, pod četrtim 5000, ob ukinitvi (1773) celo 22.589, ki so bili razporejeni v 41 provincah. Leta 1889 je družba štela 12.306 članov. Red je moral tudi preživljati svoje nevihte. Pod generalom Acquavivom so nekateri španski jezuiti bili nezadovoljni, da sta dva Italijana drug za drugim postala generala. Zahtevali so torej svojega generalnega upravitelja, ki bi moral biti neodvisen od vrhovnega generala; iskali so tudi svoje statute za Španijo. Ker pa ne eno ne drugo ni bilo odobreno, so se nezadovoljni obrnili na inkvizicijo, nato pa na Filipa II. Pavel IV. je prisilil družbo, da je morala, nasprotno pravilom sv. Ignacija, uvesti zborno (=korno) molitev in izvoliti generala le za tri leta. Po Pavlovi smrti jim je bilo dovoljeno vrniti se na prvotno ustavo. Sikst V. je želel spremeniti nekaj stvari glede reda in celo ukiniti ime; pri tem se ni oziral na pomisleke, ki so jih predlagali spoštovani knezi; vendar je umrl, preden je uspel uresničiti svoje načrte. Toda največji udarec je redu zadal Klemen XIV., ki ga je 21. julija 1773 na pritisk burbonskega dvora ukinil. |

Zatrtje Družbe Jezusove
Klemenu XIV. zgodovinarji zamerijo zatrtje Družbe Jezusove. 16. avgusta 1773 je namreč razpustil jezuite - ta za Cerkev zaslužni red, ki je med drugim imel posebno, četrto zaobljubo, da bo vedno branil ugled in položaj rimskega papeža. Red je zatrl ne toliko zaradi napak, ki naj bi jih počenjali njegovi člani, kolikor bolj zaradi hudega pritiska evropskih razsvetljenskih vladarjev, ki pri svojem stremljenju po samodrštvu niso trpeli nikakršnega ugovora ali ovire.
| Verfolgung (der Katholischen Kirche) im XVIII. Jahrhundert: Jesuitenverfogung | Preganjanje (katoliške Cerkve) v 18. stoletju: preganjanje jezuitov |
| --- | --- |
| 1. In Portugal war es der Todfeind der Jesuiten, Marquis Pombal. Er war ein stolzer Emporkömmling und lüstern nach den angeblich großen Gütern des Ordens. Vom Sohne eines Landmannes hatte er es zum Minister gebracht, der mit König Joseph Emanuel I. Von Portugal Mißbrauch trieb und später wegen Veruntreuungen von Geldern vor Gericht gestellt werden mußte. (Feinde der Jesuiten – weltliche Personen) 2. Ein Jesuitenfresser war auch der Exkapuziner Peter Parisot, ein Schurke erster Klasse. Derselbe wurde von Pombal nach Portugal gerufen und bekam die Aufgabe, Lügen auf Lügen geneg die Jesuiten zu schmieden und zu veröffentlichen. 3. Man verfuhr, wie immer, so auch hier zunächst mit List. Man verletzte Ehre und guten Namen der Jesuiten durch die schamlosesten Verleumdungen und Betrügereien. In Portugal Pombal streute aus, sie hätten in ihren Reduktionen in Paraguay und Uruguay einen König, mit einem großen Heere, sie hätten duch Bedrückung der Indianer sich ungeheure Schätze erworben. – Beim Paapst wurden sie verleumdet, als wäre der Orden innerlich ganz zerfallen und bedürfe einer gründlichen Reform und einer eingehenden Visititation. (Listige Verfolgung) 4. Grausamkeit und Hinterlist Pombals. Während der Hinrichtung – sie dauerte 8 Stunden – schaute Pombal aus seinem Luftschlosse vergnügt dem blutigen Schauspiele zu. Die Kolbenschläfge wuredn den Opfern in Zwischenräumen gegeben, um die Qual zu verlängern. Pombal hatte Begnadigung der Mutter Tavoras gefürchtet, darum ließ er sie zuerst hinrichten; als dann die Begnadigung wirklich kam, war sie schon tot. – Diese Morde wurden ausgeführt ohne Beweis, auf ein bloßes, vielleicht gar selfsterfundenes Gerücht hin, um dann die Jesuiten als am Attentat mitschuldig hinstellen zu können. In der That wurden sie ohne Beweis einfach als Mitverschworene auf ewige Zeiten aus Portugal verbannt. (Die Verfolgung der Familie Tavora. Justizmord an dem Herzog Aveiro.) 5. Die herrlichen Reduktionen in Südamerika wurden mitten in ihrer Blüte durch Portugal vernichtet. (Gewaltsame Verfolgung gegen Eigentum.) . | 1. Na Portugalskem je bil smrtni sovražnik jezuitov markiz Pombal. Bil je ponosen novopečeni gospod in požrešen na domnevno velika posestva reda. Od kmečkega sina je postal minister, ki je zlorabljal zaupanje portugalskega kralja Jožefa Emanuela I., pozneje pa so mu morali soditi zaradi poneverbe sredstev. (Sovražniki jezuitov - posvetni ljudje) 2. Prvorazredni požeruh jezuitov je bil tudi bivši kapucin Peter Parisot. Pombal ga je (iz Francije) poklicali na Portugalsko in mu dal za nalogo kovariti in objavljati laži proti jezuitom. 3. Kot vedno so tudi tukaj uporabili zvijačnost. Čast in dobro ime jezuitov so njihovi sovražniki očrnili z najbolj nesramnimi klevetami in goljufijami. Na Portugalskem je Pombal širil glas, da so imeli pri svojih redukcijah v Paragvaju in Urugvaju kralja z veliko vojsko in da so si z zatiranjem Indijancev pridobili ogromne zaklade. – Pred papežem pa jih je obrekoval, češ da je red notranje popolnoma propadel in torej zahteva temeljito prenovo in natančno preiskavo (tj. izredno vizitacijo. - Prepredeno preganjanje) 4. Pombalova krutost in zahrbtnost. Med usmrtitvijo (plemiške družine Tavora) - trajala je 8 ur - je Pombal veselo opazoval krvavi prizor iz svojega visokega gradu. Žrtvam so v presledkih (s kijem) drobili posamično ude, da bi podaljšali trpljenje. Pombal se je bal pomilostitve za Tavorino mater, zato jo je dal usmrtiti najprej; ko je pomilostitev dejansko prišla, je bila ona že mrtva.Ti umori so bili izvedeni brez dokazov, morda celo zgolj na podlagi nezanesljivih govoric, da bi potem lahko krivili jezuite kot sokrivce za napad (na kralja Jožefa I.). Pravzaprav so jezuite s Portugalskega preprosto za vedno izgnali brez dokazov kot sozarotnike. (Preganjanje družine Tavora. Sodni umor vojvoda Aveira.) 5. Čudovite redukcije v Južni Ameriki je sredi njihovega razcveta uničila Portugalska. (Prisilno preganjanje lastnine) |